# كيت باربر
كيت باربر (بالإنجليزية: Kate Barber) هي لاعب هوكي الحقل أمريكية، ولدت في 22 نوفمبر 1976.

## وصلات خارجية
- كيت باربر على موقع أوليمبيديا (الإنجليزية)